# Castello di Giulio II
Il castello di Giulio II, o rocca di Ostia, è una struttura difensiva situata all'estremità sud-occidentale del borgo di Ostia Antica, nel territorio comunale di Roma. Il sito è di proprietà del Ministero della cultura ed è gestito dall'ente Parco archeologico di Ostia antica.

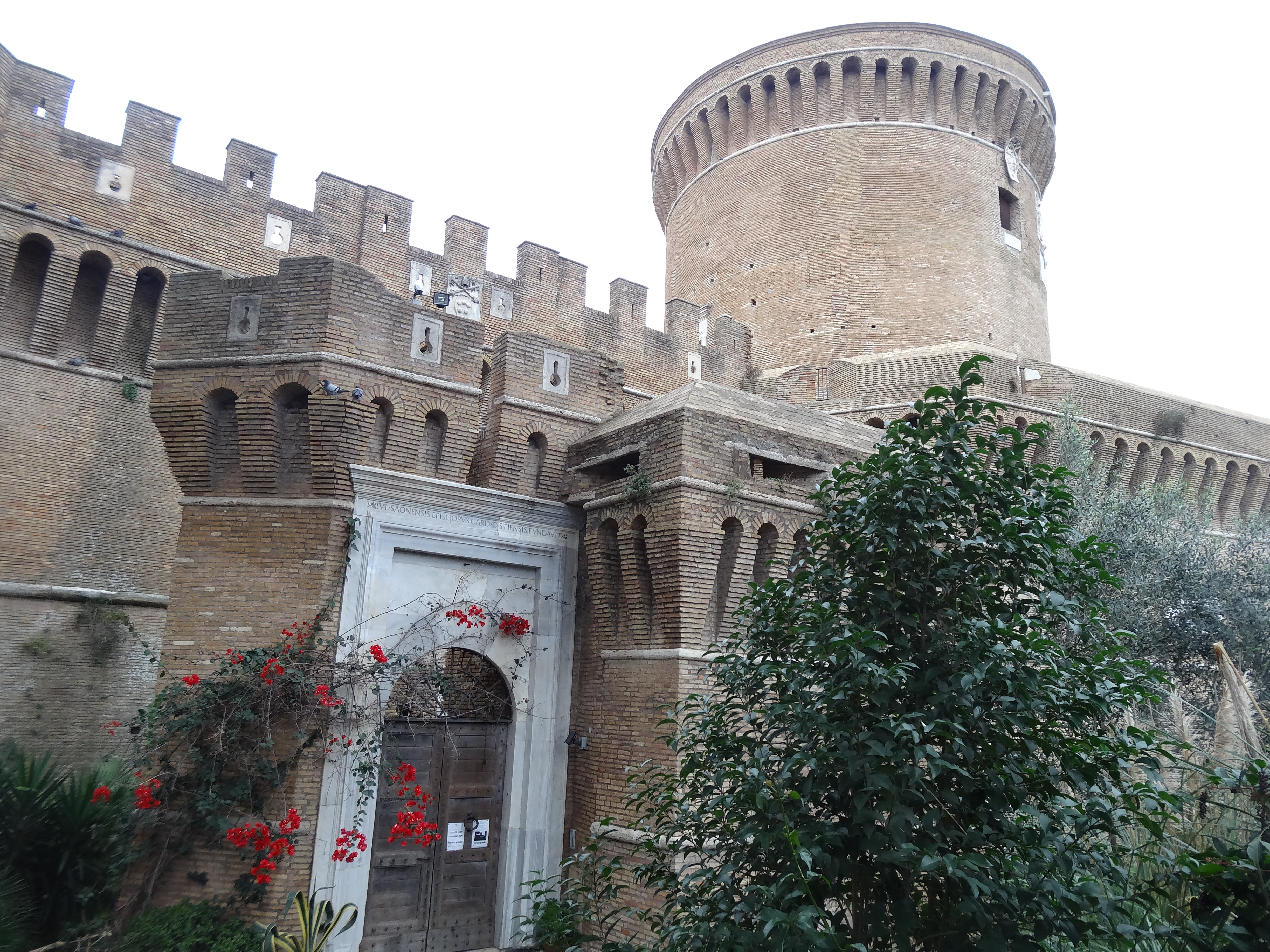
L'ingresso al castello ed il mastio

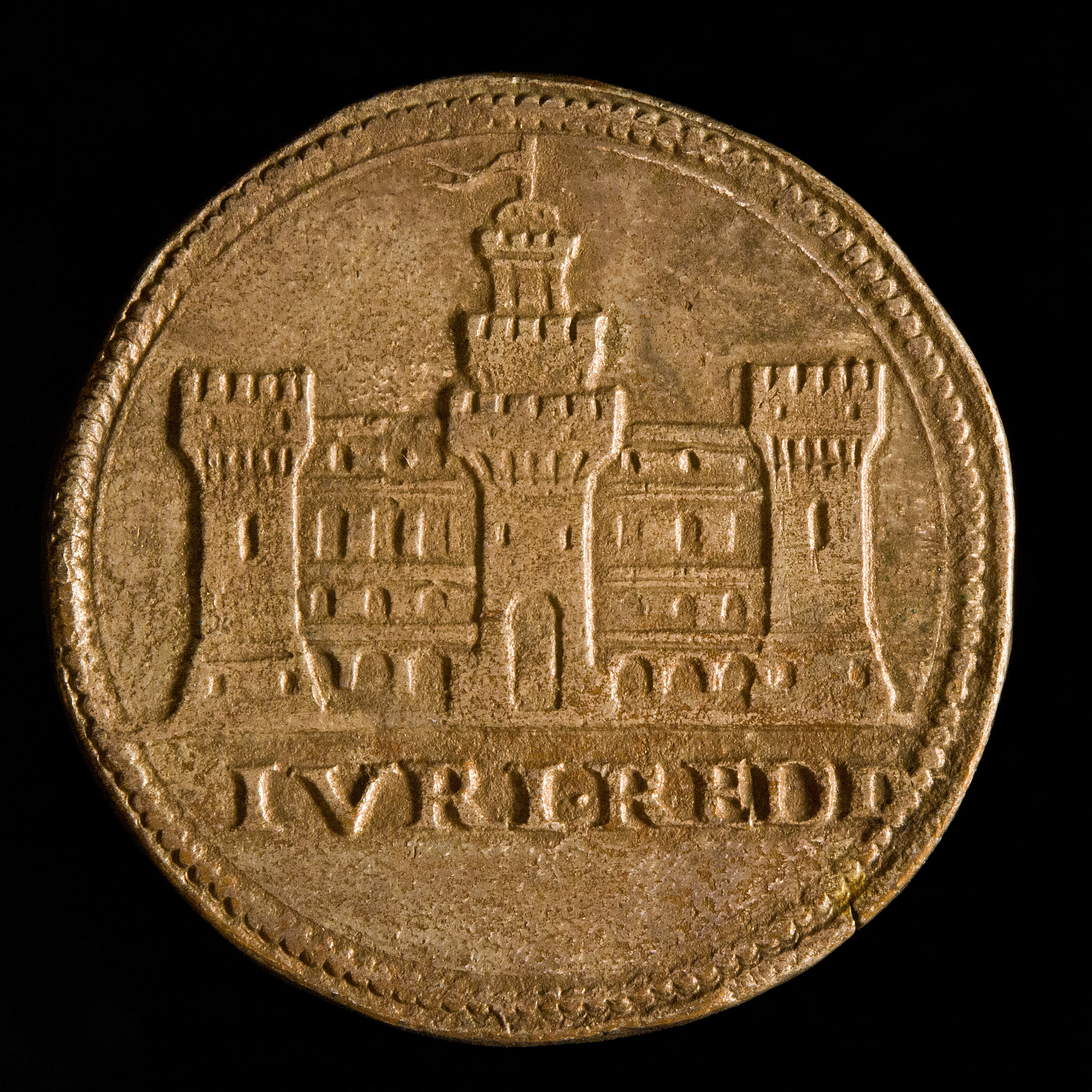
Moneta del XVI secolo

## Storia
Dopo la caduta in disgrazia di Ostia i pochi abitanti residui si spostarono in quella che diventò Gregoriopoli, un borgo fortificato da Gregorio IV nei pressi della foce del Tevere.
Papa Martino V tra il 1423 e il 1424 fece erigere un torrione circolare, circondato da un fossato, per vigilare sul tratto di fiume nei pressi delle saline al fine di proteggere i traffici commerciali e attrezzato quindi come dogana pontificia, mentre tra il 1461 e il 1483 il cardinale Guillaume d'Estouteville fece rinforzare le mura del borgo che si espanse.
La costruzione del castello vero e proprio iniziò nel 1483 per volere del cardinale Giuliano della Rovere, futuro papa con il nome di Giulio II, al fine di rafforzare la protezione costiera di Roma e assicurare al contempo il rifornimento alimentare. Il progetto fu assegnato molto probabilmente all'architetto fiorentino Baccio Pontelli anche se Giorgio Vasari, nella sua Le vite de' più eccellenti pittori, scultori e architettori, attribuì il progetto a Giuliano da Sangallo, mentre altri storici hanno ipotizzato il nome di Francesco di Giorgio Martini, pur non negando che Pontelli potrebbe aver diretto i lavori.
La nuova costruzione inglobò la torre di Martino V e vi fu aggiunto anche un appartamento papale sul lato occidentale. Di particolare pregio è lo scalone monumentale, affrescato da Baldassarre Peruzzi con scene mitologiche legate al personaggio di Ercole.
Il declino della struttura iniziò nel 1556 quando durante un assedio diretto dal Duca d'Alba Fernando Álvarez de Toledo, il castello subì gravi danni, e fu definitivamente abbandonato nel 1557, quando una disastrosa piena deviò definitivamente il percorso del fiume e trasformò le aree circostanti in paludi malsane. La funzione doganale fu quindi assunta prima da tor Boacciana e infine da tor San Michele. Nel corso del XIX secolo fu utilizzato come prigione per i criminali condannati ai lavori forzati e impiegati in quel periodo nei primi scavi archeologici di Ostia.

## Descrizione
Il forte è a pianta triangolare con tre torrioni ai vertici di cui due circolari e uno poligonale di dimensioni maggiori (torre di Martino V) collegati da un unico cammino di ronda. Il forte era originariamente circondato da un fossato alimentato dal Tevere.
Le mura del castello sono completamente in mattoni, basse ma spesse e inclinate a scarpa per ridurre i danni da impatto perpendicolare dei proiettili delle macchine d'assedio. Le postazioni di artiglieria sono composte da aperture dette troniere poste nella gola tra il cammino di ronda e il muro di cortina, in posizione anche molto vicina al suolo.
Dal castello si dipartivano delle mura a formare un quadrilatero, che proteggevano i pochi edifici posti nelle sue immediate vicinanze, tra i quali tre case a schiera, poste davanti al castello e alla Basilica di Sant'Aurea, assegnate a personale ecclesiastico di rango più elevato; mentre le tre case a schiera sono ancora eistenti, le mura non lo sono più.
Tali caratteristiche ne fanno un esemplare importante tra le rocche di transizione di fine XV secolo, verso l'affermarsi della fortificazione alla moderna.